# 18009 Патрікжеер
18009 Патрікжеер (18009 Patrickgeer) — астероїд головного поясу, відкритий 12 травня 1999 року.
Тіссеранів параметр щодо Юпітера — 3,293.